# مشگین‌شهر

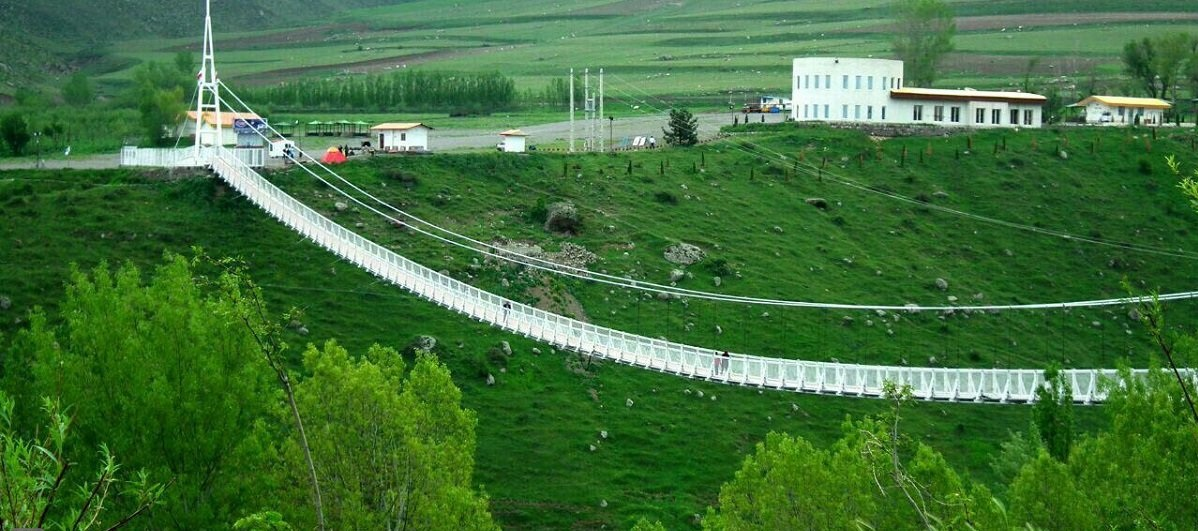
پل معلق مشگین شهر(خیاو)

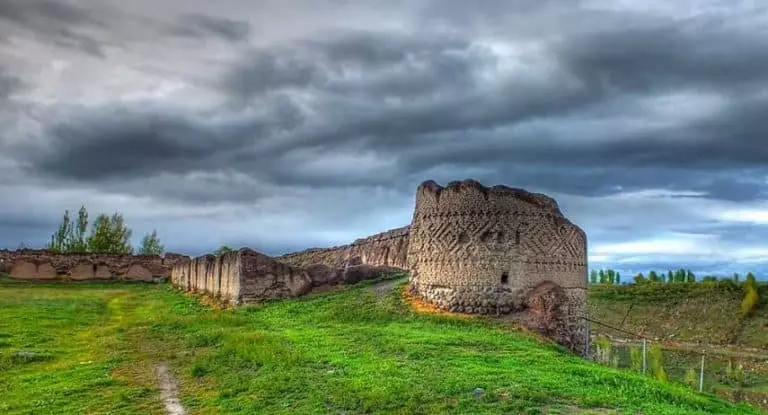
کهنه قلعه کبیر

مِشگین‌شهر (خیاو)  مرکز شهرستان مشگین‌شهر، در استان اردبیل، ایران است. این شهرستان زیبای توریستی به خاطر وجود کوه ساوالان تابستان‌های معمولاً خنک و دلپذیری دارد. همچنین بهار و تابستان سرسبزی دارد که موجب شده این شهر پذیرای گردشگران زیادی از سراسر کشور و حتی خارج از کشور نیز شود. مشگین‌شهر(خیاو)  بیشترین اماکن گردشگری تاریخی و طبیعی را در کل استان اردبیل داراست و بهترین مکان گردشگری در استان اردبیل است. شهرستان مشگین‌شهر با جمعیت ۱۸۱٫۵۱۶، دومین شهرستان پرجمعیت و وسیع‌ترین شهرستان استان اردبیل است. این شهر مناطق تاریخی فراوانی دارد و جزو ۵ شهر متمدن در توسعه آذربایجان بوده است.
کوه سبلان، دومین قله بلند ایران با ارتفاع ۴۸۱۱ متر، در این شهرستان قرار دارد.
مشگین‌شهر از نظر آب‌وهوایی، منطقه‌ای سردسیر به‌شمار می‌رود و به دلیل قرار گرفتن در دامنه کوه، و به برکت وجود رودها و جنگل‌های فراوان و بارندگی کافی، طبیعت بکر و سرسبزی دارد و از حیات وحشی غنی برخوردار است. غذای سنتی این شهر نان فطیر، آش دوغ و آبگوشت لذیذ و کباب است. پل معلق، آبگرم و زیپ‌لاین مشگین‌شهر، از جمله مهم‌ترین اماکن گردشگری در این شهرند.

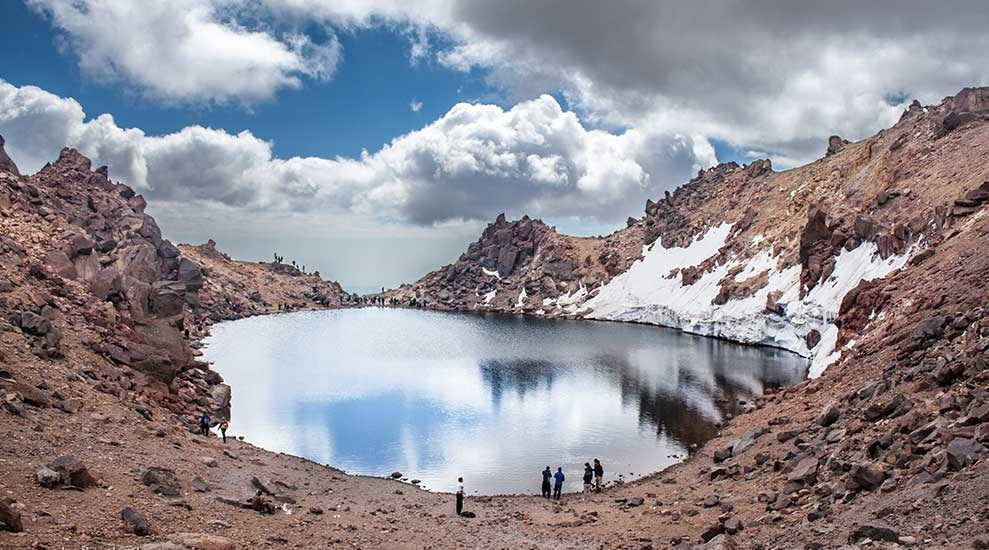
دریاچه قله سبلان

در سال‌های اخیر با راه‌اندازی اولین پل معلق خاورمیانه در مشگین‌شهر، بر جذابیت گردشگری این شهرستان بسیار افزوده شده است.
وجود مجموعه تاریخی «شهر یری» با قدمت بیش از ۱۰٬۰۰۰ سال، از دیگر ویژگی‌های این شهرستان است. 
مشگین شهر روستا های بسیار زیادی دارد که می توان به روستای ساطی علیا و ... اشاره کرد . 

## مردم
جمعیت این شهر بر اساس سرشماری سال ۱۴۰۰، برابر با ۱۲۰۰۰۰ تن است. همه مردم این شهر آذربایجانی، مسلمان و شیعه دوازده‌امامی هستند و به زبان ترکی آذربایجانی سخن می‌گویند.

## جغرافیا
شهر مشگین‌شهردر ۹۲ کیلومتری اردبیل و ۱۸۶ کیلومتری پارس‌آباد در استان اردبیل و ۶۵ کیلومتری اهر و ۱۵۰ کیلومتری تبریز در استان آذربایجانشرقی بوده و دومین مسیر اصلی از استان اردبیل به تبریز از مسیر مشگین به اهر و اهر به تبریز است و در ارتفاع ۱۴۰۰ متری از سطح دریا قرار دارد.

## وجه تسمیه
نام قدیمی و اصلی این شهر خیاو است.
نام خی او به معنی «مشک آب» برگرفته از  زبان پهلوی پارتی است.
شهر خیاو (خیوو=Xiyov یا خیاو=Xiyav) در دوره‌هایی در تاریخ اسلام، میمند نام داشته. در روزگار سلجوقیان و اتابکان آذربایجان این شهر را وراوی می‌نامیدند. در سال ۱۰۶۴ میلادی، پس از حمله آلپ‌ارسلان به گرجستان و تسلیم شدن حاکم آنجا، تعدادی از امرای گرجستانی اسیر و سپس مسلمان شدند. یکی از این امرا بیشکین بود که آلپ‌ارسلان این شهر را به وی بخشید و پس از آن، شهر به نام وی «بیشکین» خوانده می‌شد.
تلفظ این نام در گویش ساکنان محلی در گذر زمان به «میشگین» تغییر یافت. در دوره حکومت رضاشاه و به فرمان او، در سال ۱۳۱۶ خورشیدی، نام خیاو رسماً به مشگین‌شهر تغییر یافت.
ریزآبه‌های سبلان به سوی خیاو جاری می‌شوند و این منطقه سفره‌های زیرزمینی خوبی دارد. واژه خیاو در زبان‌های ایرانی، «محل پرآب و پردرخت» و «محل گذر از میان آب و درخت» را تداعی می‌کند. رودخانهٔ مشگین‌شهر که امروزه قره سو نام دارد نیز، در قدیم اندرآب نام داشت.

## در گذر تاریخ

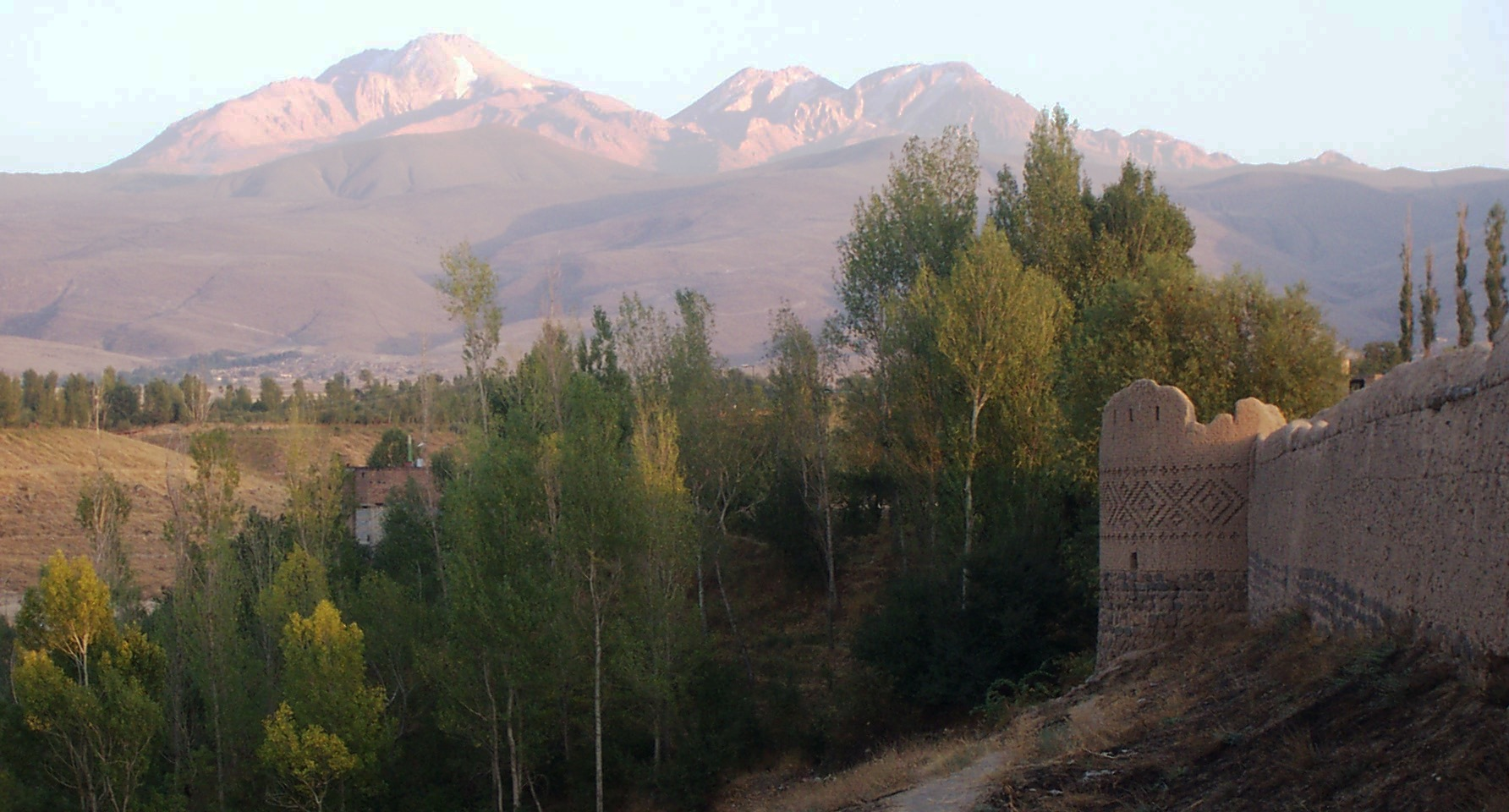
منطقه محوطه قلعه باستانی ارشق

در پیرامون شهر سنگ‌نبشته‌ای منسوب به شاپور دوم ساسانی وجود دارد. سنگ‌نبشته مشگین‌شهر در ۱۵۰ متری غرب کهنه قلعه در کمرکش ارتفاع غربی درهٔ نوروز یاماجی در درون باغ نوروز قرار دارد. این سنگ‌نبشته امروزه به خاطر ویرانگری گنج‌جویان تقریباً از میان رفته است ولی نوشته‌های آن بررسی و ترجمه شده است. مضمون این نوشته در مورد فرمان و تاریخ ساخت کهنه قالا (کهنه قلعه) است که به فرمان نرسه‌هرمزد نوشته شده است.
در زمان ناصرالدین شاه، حاکمی به نام آیدین خان وارد مشگین‌شهر شد و به شرارت‌ها پایان داد. با آغاز مبارزات مردم در راه کسب مشروطیت، روسیه تزاری هرج و مرج طایفه‌های شاهسون را به صلاح و صرفه خود ندید و به درخواست حکومت استبدادی وقت، در صدد سرکوب طایفه‌های شاهسون برآمد. چهار لشکر روسی از چهار طرف به سوی خیاو حرکت کردند. ژنرال مدداوف از اردبیل و دالماچوف از تبریز، طوایف شاهسون را محاصره و پس از زد و خوردها و مقاومت شدید، آن‌ها را وادار به تسلیم کردند. سپس همه دارایی شاهسون‌ها تقسیم شد. این سال را ایلات، مبدأ و مأخذ تاریخی قرار می‌دهند که در میان آواره‌ها و چادرنشین‌ها به بولگی ایلی یا سال تقسیم مشهور است.

## در مشروطیت
از مبارزان معروف راه مشروطیت ایران در خیاو، می‌توان به آقا مهدی گل محمدخان اشاره کرد که به دار آویخته شد. او با جلوگیری از یورش طوایفی از عشایر شاهسون از غارت شهرهای همجوار نقش بسیار مهمی در پیروزی و به ثمر رساندن نهضت قیام مشروطیت ایفا کرد. او که با سران مشروطه اردبیل ارتباط تنگاتنگ داشته در جریان بازگشت از جلسه سران مشروطه به مشگین، شبانه به وسیله مزدوران حاکم وقت، به نام امیر معزز دستگیر و به تبریز انتقال یافته و در پشت نارین قلعه بدار آویخته شد.

## صنایع دستی
در شهرستان مشگین‌شهر هنرهای دستی دارای قدمت و اصالت قابل توجهی بوده است. بیشتر صنایع دستی منطقه را بافته‌های داری تشکیل می‌دهند که از مهم‌ترین این صنایع می‌توان به قالی بافی، گلیم بافی و جاجیم بافی اشاره نمود. علاوه بر این بافته‌ها، سفالگری نیز از صنایع دستی این شهرستان محسوب می‌شود.
- آبگینه
- بافته و نساجی سنتی
- رودوزی‌های سنتی
- سفال و سرامیک سنتی
- صنایع دستی تلفیقی
- صنایع دستی چرمی
- صنایع دستی چوبی و حصیری
- صنایع دستی سنگی
- نمد مالی
- ملیله کاری
- گلیم بافی
- ورنی (گلیم)
- چرم اردبیل
- معرق(نمین)
- جاجیم(خلخال)
- مرصع چوب(خلخال)
- معرق چوب(خلخال)
- گلیم عنبران
- ساز سنتی[۱۵]

## آب و هوا
براساس تقسیم‌بندی کوسن، این شهرستان دارای چهار اقلیم مدیترانه‌ای گرم و خشک، مدیترانه‌ای معتدل، استپی سرد و کوهستانی سرد است. طول ماه‌های خشک و نیمه‌خشک و یخبندان آن پنج تا هشت ماه است و میزان بارندگی سالانه آن به‌طور متوسط ۳۰۰ میلی‌متر است. قسمت عمده پوشش گیاهی آن را استپی، درمنه، ممرز، بلوط و تنگرس تشکیل می‌دهد.
| آب و هوای مشکین‌شهر در سال ۲۰۱۴ -بارندگی درازمدت تا سال ۸۹                                                                | آب و هوای مشکین‌شهر در سال ۲۰۱۴ -بارندگی درازمدت تا سال ۸۹ | آب و هوای مشکین‌شهر در سال ۲۰۱۴ -بارندگی درازمدت تا سال ۸۹ | آب و هوای مشکین‌شهر در سال ۲۰۱۴ -بارندگی درازمدت تا سال ۸۹ | آب و هوای مشکین‌شهر در سال ۲۰۱۴ -بارندگی درازمدت تا سال ۸۹ | آب و هوای مشکین‌شهر در سال ۲۰۱۴ -بارندگی درازمدت تا سال ۸۹ | آب و هوای مشکین‌شهر در سال ۲۰۱۴ -بارندگی درازمدت تا سال ۸۹ | آب و هوای مشکین‌شهر در سال ۲۰۱۴ -بارندگی درازمدت تا سال ۸۹ | آب و هوای مشکین‌شهر در سال ۲۰۱۴ -بارندگی درازمدت تا سال ۸۹ | آب و هوای مشکین‌شهر در سال ۲۰۱۴ -بارندگی درازمدت تا سال ۸۹ | آب و هوای مشکین‌شهر در سال ۲۰۱۴ -بارندگی درازمدت تا سال ۸۹ | آب و هوای مشکین‌شهر در سال ۲۰۱۴ -بارندگی درازمدت تا سال ۸۹ | آب و هوای مشکین‌شهر در سال ۲۰۱۴ -بارندگی درازمدت تا سال ۸۹ | آب و هوای مشکین‌شهر در سال ۲۰۱۴ -بارندگی درازمدت تا سال ۸۹ |
| | ژانویه                                                    | فوریه                                                     | مارس                                                      | آوریل                                                     | مـــــه                                                   | ژوئـن                                                     | ژوئیـه                                                    | اوت                                                       | سپتامبر                                                   | اکتبـر                                                    | نوامبر                                                    | دسامبر                                                    | سـال                                                      |
| --- | --------------------------------------------------------- | --------------------------------------------------------- | --------------------------------------------------------- | --------------------------------------------------------- | --------------------------------------------------------- | --------------------------------------------------------- | --------------------------------------------------------- | --------------------------------------------------------- | --------------------------------------------------------- | --------------------------------------------------------- | --------------------------------------------------------- | --------------------------------------------------------- | --------------------------------------------------------- |
| گرم‌ترین C° | ۱۳٫۲                                                      | ۱۵                                                        | ۱۷                                                        | ۲۴٫۸                                                      | ۲۷٫۶                                                      | ۳۳٫۶                                                      | ۳۱٫۶                                                      | ۳۶                                                        | ۲۸٫۶                                                      | ۲۱٫۴                                                      | ۱۴٫۸                                                      | ۱۳٫۶                                                      | ۳۶                                                        |
| سردترین C° | -۸٫۴                                                      | -۱۷٫۵                                                     | -۹                                                        | -۱۰                                                       | ۸٫۴                                                       | ۸                                                         | ۱۲٫۸                                                      | ۱۴٫۶                                                      | ۷٫۶                                                       | -۱٫۴                                                      | -۵٫۴                                                      | -۵٫۴                                                      | -۱۷٫۵                                                     |
| بارش mm | ۲۲٫۷                                                      | ۲۶٫۱                                                      | ۳۸٫۴                                                      | ۵۳                                                        | ۶۸                                                        | ۳۰                                                        | ۲۴٫۴                                                      | ۱۱٫۳                                                      | ۲۵٫۳                                                      | ۲۴٫۴                                                      | ۲۹٫۶                                                      | ۱۹٫۳                                                      | ۳۷۳                                                       |
| منبع: پورتال سازمان هواشناسی کشور ۲۶ مرداد ۱۳۹۴                                                                          |                                                           |                                                           |                                                           |                                                           |                                                           |                                                           |                                                           |                                                           |                                                           |                                                           |                                                           |                                                           |                                                           |
| Source #2: https://web.archive.org/web/20160612074624/http://www.chaharmahalmet.ir/stat/archive/iran/ard/MESHKINS/25.asp |                                                           |                                                           |                                                           |                                                           |                                                           |                                                           |                                                           |                                                           |                                                           |                                                           |                                                           |                                                           |                                                           |

## گردشگاه‌ها
- پل معلق مشکین‌شهر، بطول ۳۶۵ متر طولانی‌ترین پل معلق پیاده‌رو در ارتفاع ۸۰ متری از رودخانه خیاو[۱۸]
- سبلان
- پارک جنگلی مشگین‌شهر
- شیروان دره‌سی
- هوشنگ میدانی
- شهر یئری، محوطه باستانی با قدمت بیش از ۱۰۰٬۰۰۰ سال
- مجتمع آبدرمانی قینرجه
- مجتمع آبدرمانی ولزیر
- مجتمع آبدرمانی دودو
- مجتمع آبدرمانی شفا
- مجتمع آبدرمانی آخارباخار
- مجتمع آبدرمانی یئل سویی
- چشمه آبگرم قوتورسویی
- مجتمع آبدرمانی شابیل
- چشمه آبگرم روستای موئیل
- حاتم مئشه‌سی، جنگل طبیعی از درختان بلوط و فندق
- قشلاق تنگ
- منطقه گردشگری کپز
- رودخانه قره سو (مشکین شهر)
- آبشارهای رودخانه‌های کرکری،خیاوچایی، مشکین چایی
- روستاهای سرسبز اطراف مشکین
- قبرستان تاریخی اونار (روستای اونار مشکین شهر)
- روستای کنچوبه و قلعه قهقهه
- جهنم دره سی
- مقبره شیخ حیدر صفوی
- کهنه قالا

## آثار باستانی و قلعه‌های تاریخی
- سنگ‌نبشته ساسانی
- شهریئری
- مقبره شیخ حیدر[۱۹]
- قلعه قهقهه
- نقوش صخره‌ای شیخ مدی
- دیو قالاسی
- قلعه بربر
- کهنه قالا
- قلعه ارشق
- قیزقالاسی
- محوطه تاریخی ایلانلی داغ
- غارهای دو طبقه عصر حجر روستای بینه‌لر
- قالا
- آق قالا
- شهریئری
- قالاباشی احمدآباد
- روستای کنچوبه

## منطقه آزاد تجاری-صنعتی اردبیل
منطقه آزاد تجاری-صنعتی اردبیل در استان اردبیل شامل شهرستان‌های اردبیل، مشگین‌شهر، نمین، گرمی (اردبیل)، بیله سوار، پارس‌آباد در شمال غرب ایران واقع شده است. منطقه آزاد اردبیل، به همراه شش منطقه دیگر از استان‌های گلستان (اینچه‌برون)، ایلام (مهران)، اردبیل (اردبیل)، سیستان و بلوچستان (سیستان)، کردستان (بانه مریوان)، بوشهر (بوشهر)، کرمانشاه (قصر شیرین) در ۱۵ اردیبهشت ۱۴۰۰ در مجمع تشخیص مصلحت نظام به تصویب نهایی رسید.